# کارلوس بوستوس
کارلوس بوستوس (انگلیسی: Carlos Bustos؛ زادهٔ ۱۶ آوریل ۱۹۶۶) بازیکن فوتبال اهل آرژانتین است.
از باشگاه‌هایی که در آن بازی کرده‌است می‌توان به باشگاه فوتبال ریور پلاته، باشگاه اتلتیکو ایندپندینته، باشگاه فوتبال پاچوکا، باشگاه ورزشی سن لورنسو آلماگرو، باشگاه فوتبال اتلتیکو هوراکان، و باشگاه فوتبال آرژانتینوس جونیورز اشاره کرد.